# Madridejos, Filippinerna
Madridejos (Bayan ng Madridejos) är en kommun i Filippinerna. Kommunen tillhör provinsen Cebu och ligger på ön med samma namn. Folkmängden uppgår till 29 020 invånare.
Madridejos är indelat i 14 barangayer.

## Bildgalleri

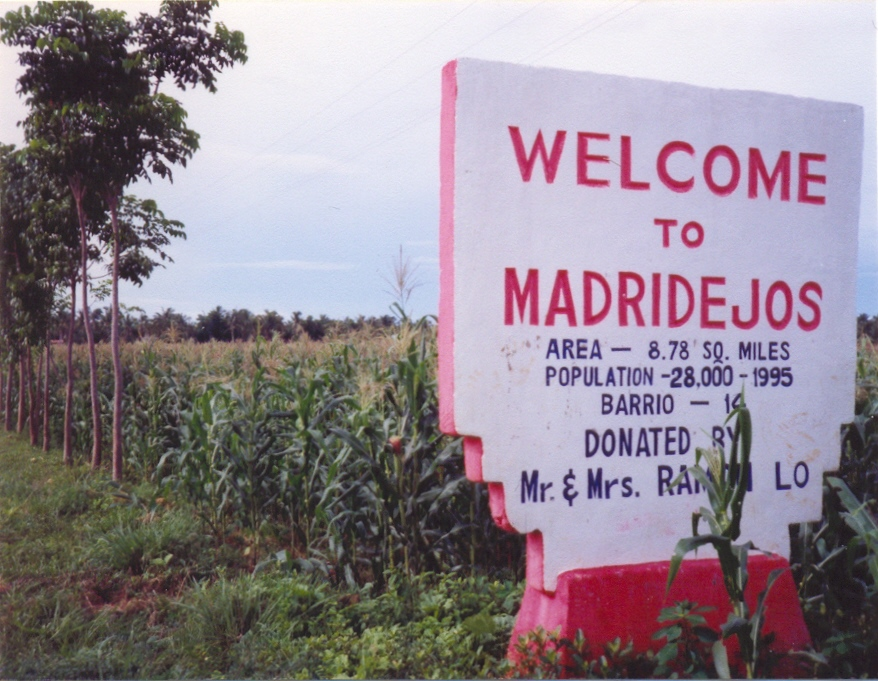